# 프로카인아마이드
프로카인아마이드(Procainamide, PCA)는 각종 부정맥 치료에 쓰이는 항부정맥제의 일종이다. 심근세포의 나트륨 통로를 차단하는 나트륨 통로 차단제로, 본 윌리엄스 분류상 클래스 1a 약제에 들어간다. INa 전류를 차단할 뿐만 아니라, 정류성 (rectifier) 칼륨 전류, 즉 IKr 전류 역시 억제한다. 또한 프로카인아마이드는 심근세포의 바트라코톡신 (BTX) 활성화 나트륨 통로의 차단을 유도하는 것으로도 알려져 있다.